# Maggie Siff
Maggie Siff (Bronx, New York, 21. lipnja 1974.) američka je glumica.

## Životopis
Siff je diplomirala glumu 1996. godine na Tisch School of the Arts u New Yorku. Široj javnosti najpoznatija je po ulozi Tare Knowles-Teller u ZF seriji Sons of Anarchy te Rachel Menken Katz u dramskoj seriji Momci s Madisona. Također, značajniju ulogu odigrala je u akcijskom ZF trileru Push gdje je glumila Teresu Stowe.
Nominirana je 1997. godine za nagradu Barrymore (najprestižniju philadelphijsku kazališnu nagradu), za naslovnu ulogu Oleanne u istoimenoj predstavi Davida Mameta u produkciji kazališta Walnut Street. Dogodine osvaja nagradu Barrymore za najbolju sporednu glumicu u Ibsenovim "Sablastima". Za ulogu u seriji Momci s Madisona Siff je 2008. nominirana za nagradu Udruge filmskih glumaca (Screen Actors Guild Award), a 2012. za nagradu Critics' Choice Television Award u kategoriji najbolje sporedne glumice u dramskoj seriji, za ulogu Tare Knowles u seriji Sons of Anarchy.
Glavnu žensku ulogu Siff ostvaruje 2013. godine u američkom filmu Concussion.

## Vanjske poveznice
- Maggie Siff u internetskoj bazi filmova IMDb-u (engl.)